# Elisabeth von Ungarn (1236–1271)

Das Wappen des Adelsgeschlechtes der Arpaden

Elisabeth von Ungarn (* 1236; † 24. Oktober 1271 in Landshut, Herzogtum Bayern) war eine Prinzessin aus dem Hause der Arpaden und Gemahlin von Heinrich von Wittelsbach, Herzog von Bayern und der Pfalz.

## Leben
Elisabeth von Ungarn wurde als sechste Tochter des ungarischen Königs Béla IV. und dessen Ehefrau Maria Laskaris von Nizäa im Jahre 1236 geboren. Ihr genauer Geburtsort ist unbekannt. Ihren Namen erhielt sie zu Ehren ihrer Tante, der heiligen Elisabeth von Thüringen, die 1235 durch Papst Gregor IX. heiliggesprochen worden war. Im Elternhaus erlebte sie den Mongolensturm und die Niederlage des ungarischen Heeres in der Schlacht bei Muhi im Jahre 1241. Nach der verlorenen Schlacht fand sie in der Stadt Trau gemeinsam mit ihren – sich auf der Flucht befindenden - Eltern Zuflucht.
Bereits mit elf Jahren wurde Elisabeth im Jahre 1247 mit Herzog Heinrich von Wittelsbach, dem Begründer der Wittelsbach-Niederbayerischen Hauslinie verheiratet. Aus der Ehe gingen zehn Kinder hervor:
- Agnes (* 1254, † 1315)[3] Nonne im Kloster Seligenthal
- Agnes (* 1255, † 1260)
- Agnes (* 1256, † 1260)
- Elisabeth (* 1258, † 1314) starb als Nonne in Kloster Seligenthal
- Otto III. (* 1261, † 1312) ⚭ 1279 in Wien mit Katharina von Habsburg (* ~1256, † 1282), Tochter König Rudolfs I.
- Heinrich (* 1262, † 1280)
- Sophie (* 1264, † 1284) ⚭ 1277 in Landshut mit Poppo VIII von Henneberg (* 1279, † 1291)
- Katharina (* 1267, † 1310) ⚭ 1277 mit Friedrich Tuta (* 1269, † 1291), Markgraf der Lausitz
- Ludwig III. (* 1269, † 1296), ledig und kinderlos verstorben
- Stephan I. (* 1271, † 1310) ⚭ 1297 mit Jutta (Judith) von Schweidnitz (* um 1285/87, † 1320), Tochter Herzogs Bolko I.

Elisabeth starb nur wenige Monate nach der Geburt ihres jüngsten Sohnes am 25. Oktober 1271 in Landshut. Sie wurde nur 35 Jahre alt, und ihr Leichnam wurde in der Familiengruft der Wittelsbacher im Kloster Seligenthal in Landshut beigesetzt.
Nachdem mit Andreas III. das Geschlecht der Arpaden in männlicher Linie ausstarb, erhob Elisabeths ältester Sohn Otto III. (als Enkel von König Béla IV.) Anspruch auf den ungarischen Königsthron. Er wurde auch am 6. Dezember 1305 mit der St. Stephanskrone in Stuhlweißenburg als Béla V. zum Apostolischen König von Ungarn gekrönt. Dieser Akt wurde jedoch von vielen Ungarn nicht anerkannt, da er nicht, von den für Königskrönungen allein legitimierten Erzbischof von Gran vollzogen wurde.